# Yamaha FZ6
A Yamaha FZ6 egy 600 cm³-es motorkerékpár amit a Yamaha kezdett el gyártani 2004-ben. A motorja egy 2003-as YZF R6-osé. Az FZ6-os puha felfüggesztéssel rendelkezik, ami a kezdőknek előnyös, mivel nagyon jól kezelhetővé válik a motor. Sportmotorként is megállja a helyét, de legfőképpen utcai motorozásra lett tervezve.

## 2008-as újítások
Műszakilag teljesen ugyanolyan, mint a 2007-es modell. Az egyetlen különbség a 2007-es FZ6-hoz képest a motor színe (a fényszórók körül fekete).
Az Európában gyártott modellek rendelkeznek ABS-szel és indításgátlóval is.Ez plusz 5 kg-ot jelent. (Száraz tömege így 191 kg)

## 2007-es újítások
2006. október 10-én a Yamaha bejelentette egy teljesen új FZ6 gyártásának megkezdését.

## Verseny
A 2007-es évben komoly összehasonlítási csatát vívott a Honda Hornettel , Kawasaki Ninja 650R-rel és Suzuki SV650-nel.
Az eredmény megtekinthető: Teszt

## Műszaki adatok
| Modell                                   | 2004                                         | 2005                                         | 2006                                         | 2007                                                                                        | 2008                                                                                        |                  |
| Motor                                    | Motor                                        | Motor                                        | Motor                                        | Motor                                                                                       | Motor                                                                                       |                  |
| ---------------------------------------- | -------------------------------------------- | -------------------------------------------- | -------------------------------------------- | ------------------------------------------------------------------------------------------- | ------------------------------------------------------------------------------------------- | ---------------- |
| Motor típus                              | 600 cc, folyadékhűtéses, soros 4 hengeres    | 600 cc, folyadékhűtéses, soros 4 hengeres    | 600 cc, folyadékhűtéses, soros 4 hengeres    | 600 cc, folyadékhűtéses, soros 4 hengeres                                                   | 600 cc, folyadékhűtéses, soros 4 hengeres                                                   |                  |
| Furat mérete                             | 65.5 x 44.5 mm                               | 65.5 x 44.5 mm                               | 65.5 x 44.5 mm                               | 65.5 x 44.5 mm                                                                              | 65.5 x 44.5 mm                                                                              |                  |
| Kompresszióviszony                       | 12.1:1                                       | 12.1:1                                       | 12.1:1                                       | 12.2:1                                                                                      | 12.2:1                                                                                      |                  |
| Maximális teljesítmény                   | 72 kW (98 PS) @ 12,000 rpm                   | 72 kW (98 PS) @ 12,000 rpm                   | 72 kW (98 PS) @ 12,000 rpm                   | 57 kW (78 PS) @ 11,500 rpm for Standard version, 72 kW (98 PS) @ 12,000 rpm for S2 version. | 57 kW (78 PS) @ 11,500 rpm for Standard version, 72 kW (98 PS) @ 12,000 rpm for S2 version. |                  |
| Maximális nyomaték                       | 63.1 N·m (46.5 lbf·ft) @ 10,000 rpm          | 63.1 N·m (46.5 lbf·ft) @ 10,000 rpm          | 63.1 N·m (46.5 lbf·ft) @ 10,000 rpm          | 51.7 N·m (38.1 lbf·ft) @ 10,000 rpm , 63.1 N·m (46.5 lbf·ft) @ 10,000 rpm S2 verzió         | 51.7 N·m (38.1 lbf·ft) @ 10,000 rpm , 63.1 N·m (46.5 lbf·ft) @ 10,000 rpm S2 verzió         |                  |
| Szelepek                                 | DOHC, hengerenként 4 szelep                  | DOHC, hengerenként 4 szelep                  | DOHC, hengerenként 4 szelep                  | DOHC, hengerenként 4 szelep                                                                 | DOHC, hengerenként 4 szelep                                                                 |                  |
| Gyújtás                                  | Digital TCI                                  | Digital TCI                                  | Digital TCI                                  | Digital TCI                                                                                 | Digital TCI                                                                                 |                  |
| Erőátvitel                               | 6-sebességes                                 | 6-sebességes                                 | 6-sebességes                                 | 6-sebességes                                                                                | 6-sebességes                                                                                |                  |
| Áttételi arányok 1st 2nd 3rd 4th 5th 6th | 2,846 1,947 1,556 1,333 1,190 1,083          | 2,846 1,947 1,556 1,333 1,190 1,083          | 2,846 1,947 1,556 1,333 1,190 1,083          | 2,846 1,947 1,556 1,333 1,190 1,083                                                         | 2,846 1,947 1,556 1,333 1,190 1,083                                                         |                  |
| Elsődleges csökkentési arány             | 1,955                                        | 1,955                                        | 1,955                                        | 1,955                                                                                       | 1,955                                                                                       |                  |
| Végső csökkentési arány                  | 2,875                                        | 2,875                                        | 2,875                                        | 2,875                                                                                       | 2,875                                                                                       |                  |
| Hajtás                                   | #530 O-gyűrű, lánc                           | #530 O-gyűrű, lánc                           | O-gyűrű, lánc                                | O-gyűrű, lánc                                                                               | O-gyűrű, lánc                                                                               |                  |
| Alvázak/felfüggesztés/fékek              |                                              |                                              |                                              |                                                                                             |                                                                                             |                  |
| Első felfüggesztés                       | 43mm-es villa, 5.1" (130 mm) út              | 43mm-es villa, 5.1" (130 mm) út              | 43mm-es villa, 5.1" (130 mm) út              | 43mm-es villa, 5.1" (130 mm) út                                                             | 43mm-es villa, 5.1" (130 mm) út                                                             |                  |
| Hátsó felfüggesztés                      | 5.1" (130 mm) út                             | 5.1" (130 mm) út                             | 5.1" (130 mm) út                             | 5.1" (130 mm) út                                                                            | 5.1" (130 mm) út                                                                            | 5.1" (130 mm) út |
| Első fék                                 | Dupla 298 mm slidegombostű-típusú féknyergek | Dupla 298 mm slidegombostű-típusú féknyergek | Dupla 298 mm slidegombostű-típusú féknyergek | Dupla 298 mm-es monoblock féknyergek                                                        | Dupla 298 mm-es monoblock féknyergek                                                        |                  |
| Hátsó fék                                | 245 mm-es dugattyús féknyereg                | 245 mm-es dugattyús féknyereg                | 245 mm-es dugattyús féknyereg                | 245 mm-es dugattyús féknyereg                                                               | 245 mm-es dugattyús féknyereg                                                               |                  |
| Első gumi                                | 120/70ZR-17M/C 58W                           | 120/70ZR-17M/C 58W                           | 120/70ZR-17M/C 58W                           | 120/70ZR-17M/C 58W                                                                          | 120/70ZR-17M/C 58W                                                                          |                  |
| Hátsó gumi                               | 180/55ZR-17M/C 73W                           | 180/55ZR-17M/C 73W                           | 180/55ZR-17M/C 73W                           | 180/55ZR-17M/C 73W                                                                          | 180/55ZR-17M/C 73W                                                                          |                  |
| Dimenziók                                |                                              |                                              |                                              |                                                                                             |                                                                                             |                  |
| Száraz tömeg                             | 423 lb (192 kg)                              | 423 lb (192 kg)                              | 423 lb (192 kg)                              | 410 lb (186 kg)                                                                             | 410 lb (186 kg)                                                                             |                  |
| Tank                                     | 5.1 U.S. gallons (19.4 l)                    | 5.1 U.S. gallons (19.4 l)                    | 5.1 U.S. gallons (19.4 l)                    | 5.1 U.S. gallons (19.4 l)                                                                   | 5.1 U.S. gallons (19.4 l)                                                                   |                  |
| Magasság                                 | 47.8 in (1,214 mm)                           | 47.8 in (1,214 mm)                           | 47.8 in (1,214 mm)                           | 47.6 in (1,210 mm)                                                                          | 47.6 in (1,210 mm)                                                                          |                  |
| Hosszúság                                | 82.5 in (2095 mm)                            | 82.5 in (2095 mm)                            | 82.5 in (2095 mm)                            | 82.5 in (2095 mm)                                                                           | 82.5 in (2095 mm)                                                                           |                  |
| Ülés magasság                            | 31.5 in (800 mm)                             | 31.5 in (800 mm)                             | 31.3 in (795 mm)                             | 31.3 in (795 mm)                                                                            | 31.3 in (795 mm)                                                                            |                  |
| Tengelytávolság                          | 56.7 in (1440 mm)                            | 56.7 in (1440 mm)                            | 56.7 in (1440 mm)                            | 56.7 in (1440 mm)                                                                           | 56.7 in (1440 mm)                                                                           |                  |
| Szélesség                                | 29.5 in (750 mm)                             | 29.5 in (750 mm)                             | 29.5 in (750 mm)                             | 29.5 in (750 mm)                                                                            | 29.5 in (750 mm)                                                                            |                  |
| Hasmagasság                              | 5.7 in (145 mm)                              | 5.7 in (145 mm)                              | 5.7 in (145 mm)                              | 5.7 in (145 mm)                                                                             | 5.7 in (145 mm)                                                                             |                  |
| Egyéb                                    |                                              |                                              |                                              |                                                                                             |                                                                                             |                  |
| Színek                                   | Galaxy kék/fekete; Ezüst/fekete              | Galaxy kék/fekete; Ezüst/fekete              | Kék, Piros                                   | Yamaha kék, piros                                                                           | kobalt kék                                                                                  |                  |

## Külső hivatkozások
- FZ6 magyar portál Archiválva 2008. december 28-i dátummal a Wayback Machine-ben
- Szervizkönyvek 2004-2007-ig Archiválva 2008. augusztus 28-i dátummal a Wayback Machine-ben
- Magyar Fazeresek Fóruma
- Fazeres túrák és fórum
- FZ6N S2 teszt magyarul
- FZ6N-2005 teszt magyarul
- Műszaki adatok
- USA 2004 FZ6 motor teszt
- 2004 FZ6 teszt